# Carlos Raúl Contín
Carlos Raúl Contín (Nogoyá, Entre Ríos, Argentina, 4 de noviembre de 1915 - Buenos Aires, Argentina, 8 de agosto de 1991) fue un político argentino, dirigente de la Unión Cívica Radical. Fue gobernador de la Provincia de Entre Ríos durante el período 1963-1966, en el que ejerció la presidencia de la Nación Arturo Umberto Illia, también de la Unión Cívica Radical del Pueblo. 
Fue vicepresidente y luego presidente del Comité Nacional, tras la muerte de Ricardo Balbín en 1981 hasta 1983. 
De profesión bioquímico, se casó en 1946 con Nélida Biaggioni, oriunda de la ciudad de Gálvez, Provincia de Santa Fe, Argentina; fue el padre del también político argentino Carlos Alberto Contín. Fue  concejal de su ciudad, Nogoyá, a la edad de 30 años.
Dirigente enrolado en el unionismo, mayoritario en la provincia de Entre Ríos, al dividirse la UCR se encuentra en la Unión Cívica Radical del Pueblo, siendo electo diputado nacional por la UCRP de Entre Ríos en 1958, banca renovada en 1960 interrumpida por el golpe de Estado que derrocó al gobierno de Arturo Frondizi. 
Con el peronismo proscripto se postula el 7 de julio de 1963, como candidato de la UCRP a gobernador en fórmula completada por el dirigente de Concepción del Uruguay Teodoro Marcó, obteniendo el triunfo frente a los candidatos de la Unión Cívica Radical Intransigente. El radicalismo entrerriano volvía así al gobierno provincial luego de 20 años en el llano, tras haber gobernado Entre Ríos entre los años 1914 y 1943. 
Su gobierno carecía de mayoría en la Cámara de Diputados, por lo que la actuación del presidente del bloque de la UCRP, César Jaroslavsky, tuvo marcada importancia. Su mandato se vería complicado por las luchas intestinas de las dos facciones radicales, llegando a utilizar recurrentemente la intervención de los municipios gobernados por los opositores los demócrata cristiano y UCRI.
Derrocado por el golpe militar autoproclamado Revolución Argentina, Contín siguió militando en su partido, en el sector interno liderado por Ricardo Balbín denominado Línea Nacional. En las elecciones de 1973 Contín secunda al exvicepresidente de Illia Carlos H. Perette como candidato a senador nacional por la UCR de Entre Ríos, llegando a disputar una segunda vuelta frente al peronismo por la tercera banca.
En 1975 Contín es electo vicepresidente 1º del Comité Nacional de la UCR, presidido desde 1959 por Balbín. Muerto el líder radical en 1981, en la última etapa del Proceso de Reorganización Nacional Contín ocupa la presidencia del radicalismo, participando en la Multipartidaria.[cita requerida] Tras la derrota argentina en la Guerra de las Malvinas, con la retirada de la dictadura militar y la convocatoria a elecciones generales, el sector interno al que pertenecía Contín pierde posiciones ante el Movimiento de Renovación y Cambio y el liderazgo de Raúl Alfonsín, quien lo sucede en la presidencia del Comité Nacional de la UCR. 
En los años de democracia con el gobierno de Alfonsín, asume como vicepresidente del Banco Central de la República Argentina. 
Durante su gestiónm se desató la hiperinflación argentina de 1990, que tuvo como causas el alto endeudamiento externo e interno, estancamiento, escasa inversión en bienes de capital e infraestructura y un grave desequilibrio fiscal; se sumó la pérdida del valor de la moneda Austral, llevada a cabo por el Banco Central en 1989, cuando estalló una hiperinflación del 3.079 % anual. Ese año el dólar estadounidense subió el 2.038 %.
Murió el 8 de agosto de 1991, en la Capital de la Argentina, durante una cirugía; sus restos descansan en su ciudad natal.